# Resa i Sverige år 1830
Resa i Sverige år 1830 är en bok av Alexandre Daumont, som först publicerades 1833 på franska under titeln Voyage en Suède av Libraire de la Société de géographie de Paris i Paris.
Boken har undertiteln:

"Innehållande underrättelser rörande detta rikes handel, sjöfart, jordbruk, bergsrörelse, manufakturer, allmänna undervisning, konster och littertur; dess invånares seder och bruk; äfvensom en öfversigt af landets allmänna beskaffenhet, dess klimat och växtlighet jemte några detaljer beträffande nu regerande Konungen och dess höga familj, adeln, försvarsverket, statsförfattningen samt politiska förhållanden."
Den utgavs i översättning till svenska av Fredrik Bernhard Cöster av Johan Hörberg i Stockholm i två delar 1834–1835.

## Vistelsen i Sverige
Alexandre Daumont reste från Le Havre i Frankrike den 24 maj 1830 med ett segelfartyg som skulle till Sankt Petersburg och gick i land i Helsingör. Han anlände den 6 juni från Helsingör med hyrd segelbåtsskjuts på mindre än en timme till Helsingborg, där – eftersom diligensväsende saknades – han köpte en vagn och också efter viss tvekan hyrde en betjänt. Hans bagage skickades i förväg med en skjutsbonde, vilken också förberedde hästbyten. Han reste på den stora söder–norrgående landsvägen via Värnamo, Jönköping och Linköping till Norrköping. Första natten övernattade han i vagnen under färd och åt frukost på gästgiveriet i Värnamo. På lägerheden i Skillingaryd fick han tillfälle att bekanta sig med exercerande trupp ur den indelta armén.
Från Norrköping färdades han med ångbåt till Stockholm. På den seglatsen hade han sällskap med dåvarande kammarrådet Gabriel Poppius, vars bekantskap han gjorde och av vilken han senare fick mycket kunskap om förhållanden i landet.
Med Stockholm som bas gjorde han resor till bland annat Uppsala och Falun.